# Montréal & Southern Counties
La Montreal & Southern Counties Railway Company (Compagnie de chemin de fer de Montréal et des Comtés du Sud, souvent abrégée M&SCRC ou M&SC) était une ligne de tramway interurbain (un chemin de fer vicinal) à traction électrique, reliant Montréal à Granby en passant par Saint-Lambert, ouverte de 1909 jusqu'en 1956. Un embranchement offrait également une desserte urbaine pour la ville de Longueuil. Exploitée par le Canadien National (CN), la M&SCRC circulait sur rails dans la voirie à Montréal et dans la banlieue immédiate, et en site propre dans les régions rurales.

## Histoire

### Origine et service initial

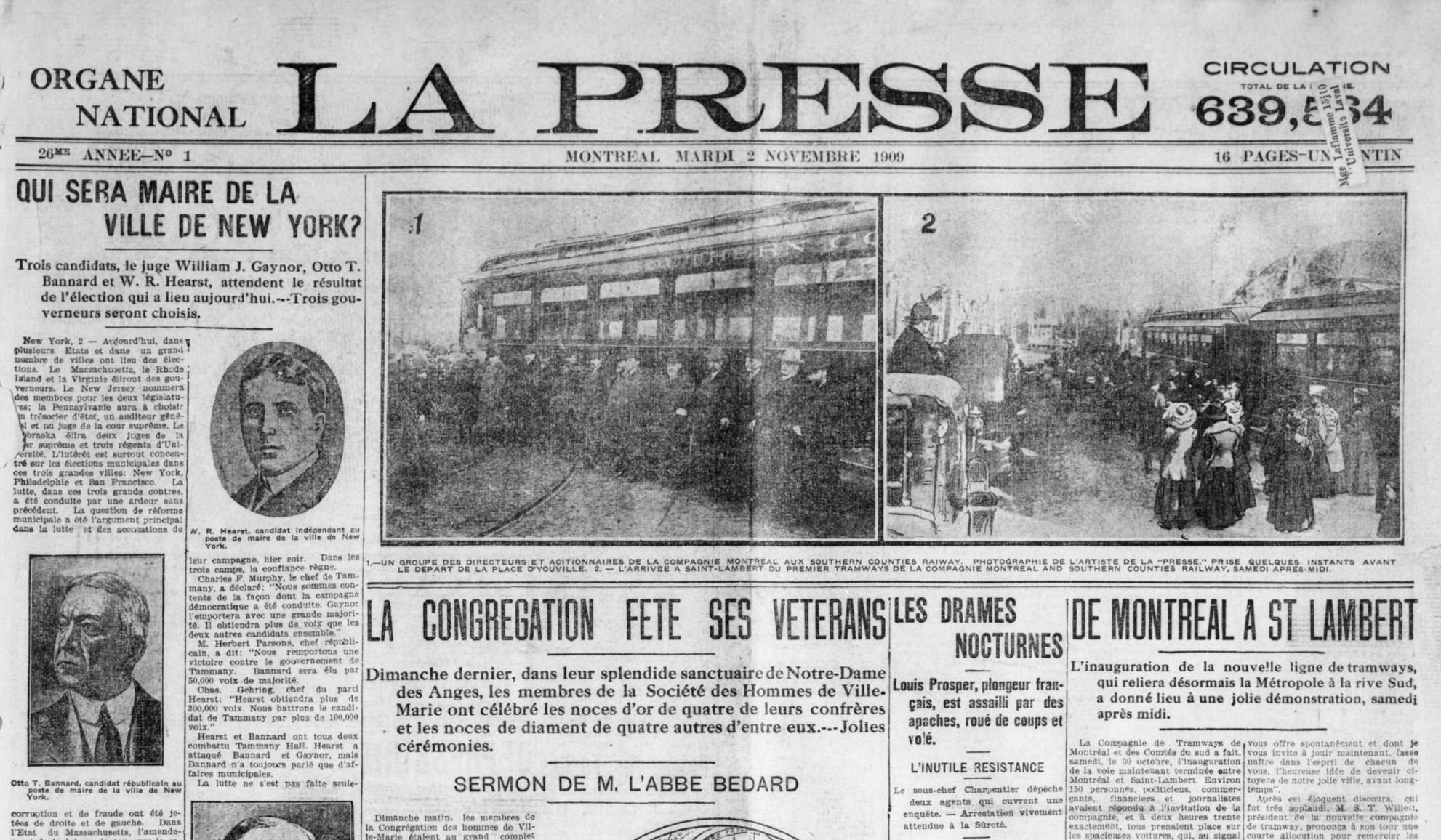
Manchette et photos de l'inauguration du service sur la Une de La Presse de Montréal, paru le 2 novembre 1909.

La Montreal and Southern Counties Railway Company est établie par un acte du Parlement du Canada le 29 juin 1897, avec un mandat de « tracer, construire et exploiter, au moyen de l'électricité ou toute autre force mécanique, à l'exception de la vapeur, une ligne de chemin de fer [...] partant de quelque point sur ou près la limite septentrionale du comté de Chambly [...] jusqu'à un point dans la ville de Sherbrooke ou près de cette ville ».
En 1905, une entreprise d'autobus faisant le lien entre Montréal et Saint-Lambert était en trouble. Après une modification à la charte de l'entreprise, la Montréal & Southern Counties avait le mandat prendre possession du service d'autobus et de la remplacer par un chemin de fer électrique.
Ça a pris des années pour se battre pour avoir le droit de poser les rails sur les rues de Montréal, opposé par la Montreal Street Railway qui voulait elle-même offrir un service vers la Rive-Sud, ainsi que négocier avec le Grand Tronc les droits d'emprunter le pont Victoria. Une entente conclue avec cette dernière voit le Grand Tronc prendre une participation majoritaire de l'entreprise en échange d'une « infusion généreuse d'argent pour amorcer la construction ».
Au printemps de 1909, Montreal & Southern Counties pose des rails sur les rues Riverside, Mill, de la Commune, des Sœurs-Grises et d'Youville à Montréal. Par la fin octobre, les voies ferrées mènent jusqu'à l'hôtel de ville de Saint-Lambert. Une célébration a lieu le 31 octobre et le service officiel est lancé le 1er novembre.

### Expansion

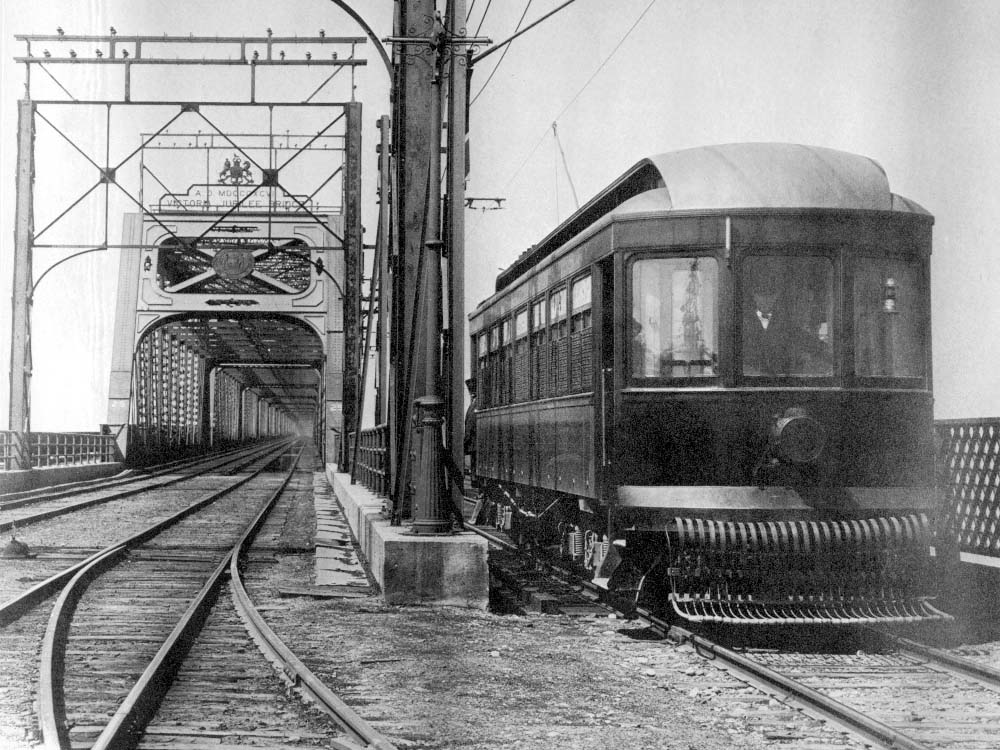
Un tramway de la M&SC arrive à Saint-Lambert. Le pont Victoria est visible en arrière-plan.

Le 28 mai 1910, le service est étendu jusqu'à Montréal-Sud (maintenant une partie de l'arrondissement du Vieux-Longueuil, au pied du pont Jacques-Cartier) et à Longueuil (qui représente le Site du patrimoine du Vieux-Longueuil d'aujourd'hui).
En 1911 un embranchement part vers le sud au pied du pont Victoria, desservant le club de country Ranelagh, ouvert à temps pour la fête du Travail « afin d'accommoder les golfeurs ». Cet embranchement est alors continué vers l'est vers Greenfield Park et Mackayville, où il fait fonction avec la grande ligne du Grand Tronc vers Saint-Hyacinthe. Ces communautés sont desservies à partir du 1er novembre 1912.
En 1913 les travaux commencent pour électrifier la voie ferrée du Central Vermont entre Mackayville et Marieville. Le service interurbain connaît une croissance continue au long de cette ligne :
- 6 juin 1913 : le service est ouvert jusqu'à Richelieu.
- 28 septembre 1913 : Marieville est desservi.
- 3 mai 1914 : Les trains se rendent jusqu'à Saint-Césaire sur des rails nouvellement posés.

La compagnie conclut une entente sur dix ans avec la ville de Granby où les trains peuvent emprunter la rue Principale (la Main Street à l'époque). En 1915 et 1916, on pose des nouveaux rails entre St. Césaire et Granby. Le service vers Abbotsford et Granby est officiellement lancé le 30 avril 1916 avec un nouvel atelier installé au coin de Main et le boulevard Pie-IX,.
Le 1er juin 1926, un embranchement est ouvert entre Marieville et Sainte-Angèle-de-Monnoir après avoir électrifiée une emprise abandonnée par le Central Vermont.
En 1915, on parle de projets d'expansion futurs — de Longueuil vers Boucherville, de Richelieu vers Sorel et du Country-Club vers La Prairie. Aucun de ces projets de concrétise. Le service n'est jamais continué jusque vers Sherbrooke comme le voulait le mandat initial.
La création de cette ligne de chemin de fer correspond à une croissance dans la population des territoires desservis. Selon de Rencensement, les collectivités riveraines du comté de Chambly ont connu une croissance de 36 % entre 1911 et 1921 ; la ville et canton de Granby de 35 %, alors que les villages et paroisses du comté de Rouville ont grandi de 8 %.
Absorbée par le chemin de fer du Grand Tronc, la M&SCRC est devenue propriété du Canadien National en 1923.

### Déclin
Les tramways ont été retirés des rues du centre-ville de Granby en 1925. Les résidents et commerçants se plaignaient qu'en hiver, le chasse-neige du tramway créait des bancs de neige si importants qu'ils empêchaient toute autre circulation sur la rue Principale. Un contournement vers la gare CN de Granby, sur la rive opposée de la Yamaska, et la voie ferrée sur la rue Principale est abandonnée.
En 1928 l'achalandage sur les tramways monte jusqu'à 3,5 millions voyages, et l'entreprise transporte 152 tonnes de fret. Cependant, pendant la Grande Dépression les voyages baissent d'un million par an et les revenus sont réduits de moitié.
Le service à Longueuil est coupé en 1931. Déjà un premier embranchement faisant le lien au quai à Longueuil est abandonné en 1915. En 1926, on cesse d'emprunter la voie ferrée sur la rue Saint-Charles. En fin le service à Longueuil est aboli en avril 1931, coïncidant avec l'ouverture du nouveau Pont du Havre. La Compagnie des tramways de Montréal assure un service d'autobus à Longueuil en empruntant le nouveau pont. (Le pont est équipé de voies ferrées pour un tramway, mais celles-ci ne sont jamais utilisées.) Une boucle pour permettre aux tramways de retourner est installée au coin des rues Sainte-Hélène et Lafayette à Montréal-Sud, au pied du pont, et cela devient le nouveau terminus pour cet embranchement.
Pendant les années 1930, l'entreprise a continué à perdre de l'argent, mais son importance en tant que lien de transport pendant la Deuxième Guerre mondiale garantit sa survie. En 1946, après la fin de la guerre, l'achalandage atteint un sommet de 5,7 millions de passages, surtout sur le service de banlieue. Dans les années qui suivent, par contre, face à l'essor de l'automobile et du réseau routier, l'achalandage tombe graduellement.
À un moment avant 1937, l'embranchement qui mène au club de golf est également abandonné.

### Enjeux financiers et fin de service
De 1916 en 1955 l'entreprise n'a payé les intérêts sur ses obligations qu'une seule fois. Le déficit des exploitations (après les taxes) entre 1931 et 1955 était de 5 millions de dollars. La société mère, le Grand Tronc, a connu ses propres difficultés financières et a dû être nationalisée dans le Canadien National en 1923. La Montreal & Southern Counties a continué son exploitation sous la division des Chemins de fer électriques du CN.
Le 11 novembre 1951, le CN a réduit son service passager dans le sud-est du Québec. La M&SC a arrêté ses opérations au-delà de Marieville, le service remplacé par trois trains quotidiens partant de Waterloo (Québec), passant par Granby et Marieville sur les voies ferrées de la M&SC jusqu'à la jonction avec la sous-division Saint-Hyacinthe sur laquelle ils se rendraient jusqu'à la Gare Centrale de Montréal. En même temps le CN coupe le service passager entre Waterloo et Montréal passant par Granby, Farnham et Saint-Jean-sur-Richelieu.
En 1952, la ville de Greenfield Park apprend que le service de tramway serait bientôt terminé Le service entre Saint-Lambert et Montréal est stoppé le 15 juin 1955 lors de la reconfiguration du pont Victoria requise par la nouvelle Voie maritime du Saint-Laurent. La voie qu'empruntaient les tramways est rouverte à l'utilisation aux voitures.
Toute exploitation de la Montreal & Southern Counties se termine le soir du 13 octobre 1956.

### Livres
- (en) Anthony Clegg et Omer Lavallée, Catenary through the Counties: the Story of Montreal & Southern Counties Railway, Mont-Saint-Hilaire (Québec), The Classic Era, 1966, 64 p..
- (en) J.R. Thomas, Montreal & Southern Counties Railway Co., Ottawa, Bytown Railway Society, 2004, 67 p. (ISBN 9780921871071).

### Articles
- (en) T.C.H. Smith, « The Montreal and Southern Counties Railway », Canadian Rail, Montréal, L'Association canadienne d'histoire ferroviaire, no 451,‎ mars-avril 1996, p. 31-46 (ISSN 0008-4875, lire en ligne [PDF], consulté le 9 février 2018).